# Heterolepidoderma majus
Heterolepidoderma majus is een buikharige uit de familie Chaetonotidae. Het dier komt uit het geslacht Heterolepidoderma. Heterolepidoderma majus werd in 1927 voor het eerst wetenschappelijk beschreven door Remane. 